# 四重極イオントラップ

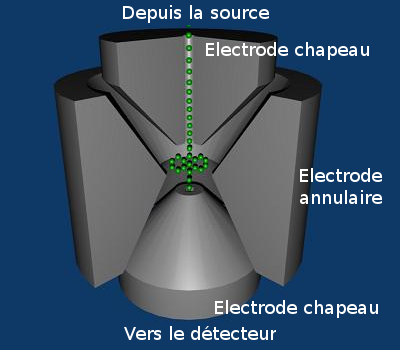
四重極イオントラップの模式図
実際の電極は双曲面になる

四重極イオントラップ（しじゅうきょくイオントラップ、QIT: quadrupole ion trap)とは、イオントラップの形式で開発者であるヴォルフガング・パウルに由来してパウル・トラップとも称される。

## 概要
四重イオントラップは1950年代末から1960年代初頭にかけてボン大学でヴォルフガング・パウルによって開発され、パウルは1989年にこの業績により、ノーベル物理学賞を授与された。
内側表面が双曲線を形成する上部End-Cap電極、ドーナツ状のRing電極、下部End-Cap電極の三つの電極から構成されていて、回転対称軸を含む断面で見ると4つの電極で構成されていると見なされるので、3次元四重極型イオントラップ（3-Dimentional Quadrupole Ion Trap: 3-D QIT ）と称されるイオントラップである。
イオンはEnd-Cap電極の頂上の小さい穴から導入され、QIT内に貯めこまれた後、反対のEnd-Cap電極の頂上の穴から出て、質量分析される。イオンは電荷をもっており、逆極性へ引き寄せられ、重力は電荷による引力よりも数桁小さいので通常は無視されるものの重力で次第に降下するのでQITではイオンの運動を計算して上下のEnd-Cap電極とRing電極に衝突しない絶妙のタイミングで電圧を高速で切り替えることで特定の質量電荷比(m/z値)のイオンを捕捉することを可能にしている。
質量分析は真空中で行うものの、完全な真空ではなく、薄いながらもイオン以外の粒子が共存する（10-6～10-1Pa）ので、それとの衝突により軌道が歪められたり弾き飛ばされる場合がある。この様な条件の中でもイオンを空中で捕捉できる方法の1つであるQITでは、イオンを捕捉するために上下の End-Cap 電極は接地して、Ring 電極に10kHz～1MHzの高周波電圧を印加すると電極が理想的な回転双曲面である場合、イオンはRing電極に正電圧が印加されている間には、Ring電極に反発して上下のEnd-Cap電極に押しやられ、Ring電極に負電圧が印加されている間は、Ring電極に吸い寄せられるので、特定の質量電荷比のイオンがいずれの電極にも衝突しない絶妙のタイミングになるように高周波電圧を印加することによって、特定の質量電荷比のイオンを真空中に捕捉できる。
この様に高周波電圧を印加することにより、 QIT内には擬似ポテンシャル(電位の壁)と称されるイオンを保持する時間平均的なポテンシャルが形成され、高周波を印加されている間はイオンは QIT内で各々の振幅を維持しながら複合的な単振動を継続するが、QIT内にヘリウム等のモーメンタムが小さく希薄 (10-4 から 10-2Pa) な不活性ガスを導入すると、導入されたガスの分子との断続的でソフトな衝突を繰り返してイオンの持つ運動エネルギーがガスに分け与えられ続けて、徐々に多様な質量電荷比を持つイオンが冷却されて擬似ポテンシャルの底に落ち着くことでQITの中心部に収束する。QIT内では、残したいイオン以外が全て擬似ポテンシャルの壁を越えて QIT内から排除される。実際にはEnd-Capの電極の上下に位相が180度異なる合成波形を印加することにより、特定の質量電荷比のイオン以外を排除する。
測定方法は、蛋白質・核酸・糖類等を補助物質と共にマトリックスにしてイオン化し、そのイオンの飛行時間から分子量を測定する。分子量30万ダルトン以上の物質についてピコモル量で測定が可能である。試料としては、極性高分子化合物の質量分析に適している。

## 特徴
- QITではRing電極に印加できる高周波の周波数を超えるのでH+やLi+イオンのような共振周波数が極めて高い軽元素では電極表面に衝突したりするために、長時間の捕捉が不可能。(Low Mass Cut-Off)[1]